# Леополд II (Белгия)
Леополд II (на френски: Leopold II), с пълно име Луи Филип Мари Виктор, е втори крал на белгийците, наследил баща си през 1865 и останал крал до смъртта си през 1909. Той е херцог на Саксония, принц на Саксония-Кобург и Гота, херцог на Брабант. Суверен е на Свободната държава Конго, като извън Белгия той е известен като неин основател и едноличен собственик.

## Живот
Син е на крал Леополд I и Луиза Бурбон-Орлеанска, дъщеря на френския крал Луи Филип и сестра на Клементина Бурбон-Орлеанска, майка на българския цар Фердинанд I. Сестрата на Леополд II, Шарлота Белгийска, е императрица на Мексико.
Леополд прави състояние от експлоатиране на богатството на Свободна държава Конго, първоначално чрез търговия със слонова кост, а след 1890 се възползва от голямото покачване на цената на каучука. Той принуждава селата да запълват производствени квоти, като по негова заповед са рязани ръцете на тези, които не са произвеждали достатъчно продукция. Неговият режим е отговорен за смъртта на между 2 и 15 милиона души, по различни оценки. Това става един от най-големите скандали в началото на 20 век, след който той е принуден да предаде контрола над Конго на белгийското правителство.